# Agestrata orichalca
Agestrata orichalca es una especie de escarabajo del género Agestrata, familia Scarabaeidae. Fue descrita científicamente por Linnaeus en 1769.
Se distribuye por Indonesia, Malasia, China, Tailandia, Birmania, India, Guatemala y Filipinas. La especie se mantiene activa durante todos los meses del año.